# Medal „Za zdobycie Królewca”
Medal „Za zdobycie Królewca” (Königsbergu) (ros. Медаль «За взятие Кёнигсберга») – radzieckie odznaczenie wojskowe.
Medal „Za zdobycie Królewca” został ustanowiony dekretem Prezydium Rady Najwyższej ZSRR z 9 czerwca 1945 roku dla nagrodzenia wszystkich bezpośrednich uczestników walk o Königsberg (Królewiec) podczas II wojny światowej. 31 sierpnia 1945 roku zatwierdzono regulamin medalu, który został uzupełniony dekretem z dnia 5 lutego 1951 roku.

## Zasady nadawania
Medal „Za zdobycie Królewca” nadawany był żołnierzom jednostek, związków taktycznych i instytucji Armii Czerwonej, Floty Czerwonej, wojsk NKWD i NKGB, biorących bezpośredni udział w szturmie i zdobyciu Królewca, w okresie od 23 stycznia do 10 kwietnia 1945, a także organizatorom operacji zajęcia miasta.
Łącznie do 1987 roku Medal „Za zdobycie Królewca” otrzymało ok. 760 tys. osób.
Dekretem z 5 lutego 1951 roku zezwolono na pozostawienie medalu rodzinie w wypadku śmierci odznaczonego, wcześniej były zwracane państwu.

## Opis odznaki
Odznaką „Za zdobycie Królewca” jest wykonany z mosiądzu krążek o średnicy 32 mm. Na awersie medalu w centrum znajduje się napis w trzech wierszach: ЗА / ВЗЯТИЕ / КЕНИГСБЕРГА (pol. „ZA ZDOBYCIE KÖNIGSBERGU”). Nad nim jest mała pięcioramienna gwiazda z promieniami, pod napisem wiązanka z liści wawrzynu. Na rewersie umieszczona jest data zdobycia Królewca – 10 / АПРЕЛЯ / 1945 („10 kwietnia 1945 roku”), a powyżej pięcioramienna gwiazda. Projektantem odznaki był malarz A. Kuzniecow.
Medal był zawieszony na metalowej pięciokątnej blaszce obciągniętej wstążką koloru zielonego szerokości 24 mm z trzema wąskimi czarnymi paskami pośrodku.
Medal nosi się na lewej stronie piersi, w kolejności po Medalu „Za zdobycie Budapesztu”.